# Joaquim Correia
 Joaquim Emídio de Oliveira Correia (Marinha Grande, 26 de Julho de 1920 — Lisboa, 6 de Fevereiro de 2013) foi um escultor português. Pertence à segunda geração de artistas modernistas portugueses. 

## Biografia / Obra

Figura no espaço, gesso patinado, 150 cm

Neto e filho de uma família de velhos mestres vidreiros, nasceu na Marinha Grande a 26 de Julho de 1920. Depois de realizar os estudos primários na sua terra natal, continuou os secundários em Leiria.
Em 1940 inscreveu-se na Escola de Belas Artes do Porto, que frequentou durante um ano, vindo a concluir o curso de escultura na Escola de Belas-Artes de Lisboa. Completou a sua formação nas oficinas de Francisco Franco, Salvador Barata Feyo e António Duarte. 
Em 1944 começa a expor nos salões do S.P.N./S.N.I. e da Sociedade Nacional de Belas Artes. Em 1948 viaja em Espanha e França e, três anos mais tarde, parte para Itália com uma bolsa de estudo do Instituto de Alta Cultura. 
Em 1964 ingressa como docente de escultura na Escola Superior de Belas-Artes de Lisboa, tornando-se subdiretor no ano imediato. Ocupará o cargo de diretor entre 1968 e 1974.
A 30 de junho de 1972, foi agraciado com o grau de Comendador da Ordem Militar de Sant'Iago da Espada.
Ensinou também na Universidade Livre / Lisboa e na Universidade Autónoma de Lisboa, de que foi fundador (1985) e de que era, no termo da vida, o decano do Corpo Docente; nesta Universidade desempenhou em vários mandatos o cargo de Diretor do Departamento de História.
Entre os prémios que recebeu podem destacar-se: Prémio Soares dos Reis, SNI; 2º Prémio de escultura, I Exposição de Artes Plásticas da Fundação Calouste Gulbenkian; Medalha de Ouro, Exposição Internacional de Bruxelas, 1958.
Está representado em coleções públicas e privadas, entre as quais: Centro de Arte Moderna José de Azeredo Perdigão, Lisboa; Museu do Chiado, Lisboa; Museu Nacional de Soares dos Reis, Porto.  
Em sua homenagem, a 5 de Dezembro de 1997 a Câmara Municipal da Marinha Grande inaugurou o Museu Joaquim Correia, que acolhe o espólio doado pelo artista à edilidade.

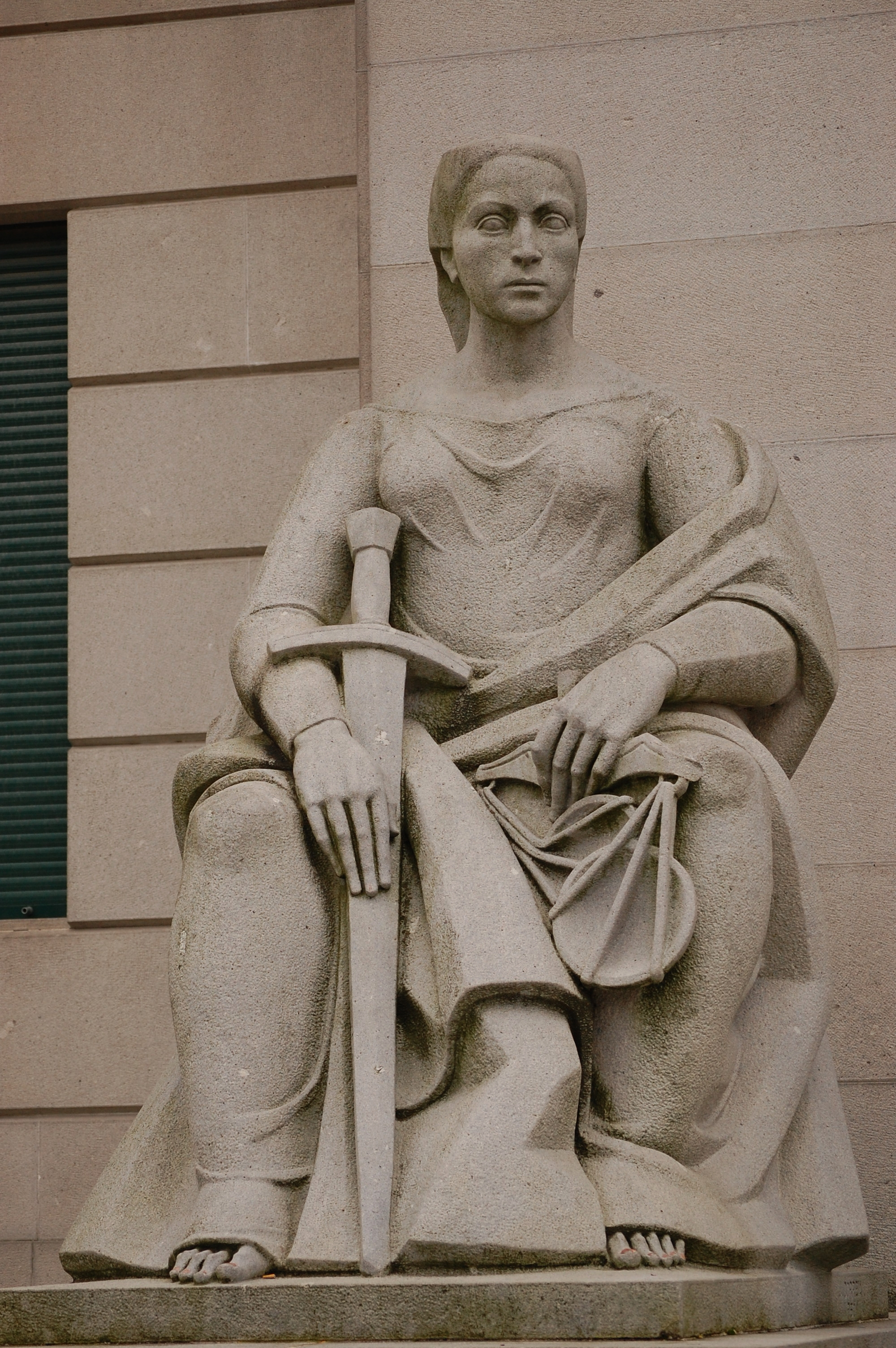
Justiça, c.1960. Palácio de Justiça, Guimarães.
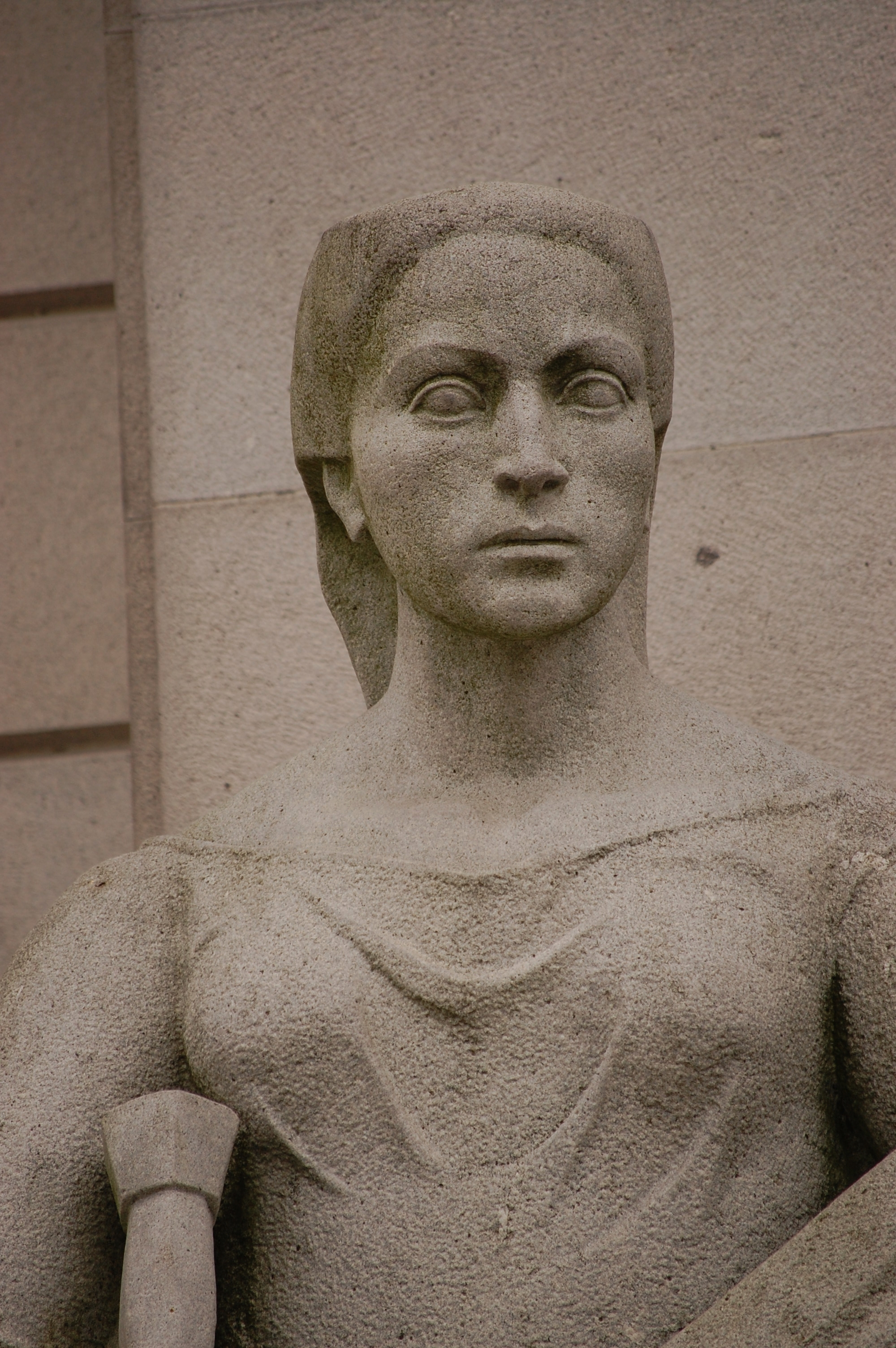
Justiça, c.1960. Palácio de Justiça, Guimarães.
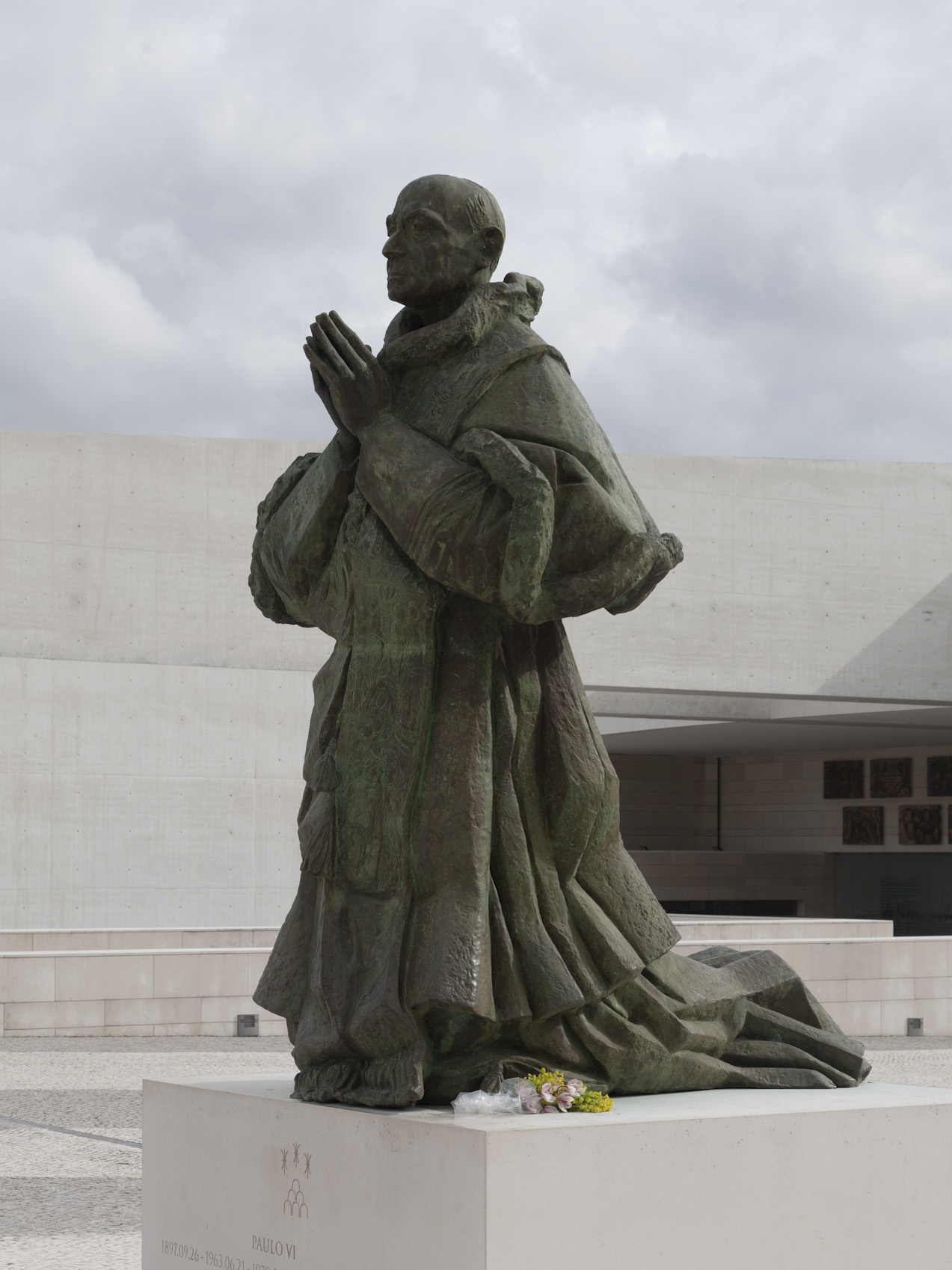
Paulo VI, 1968
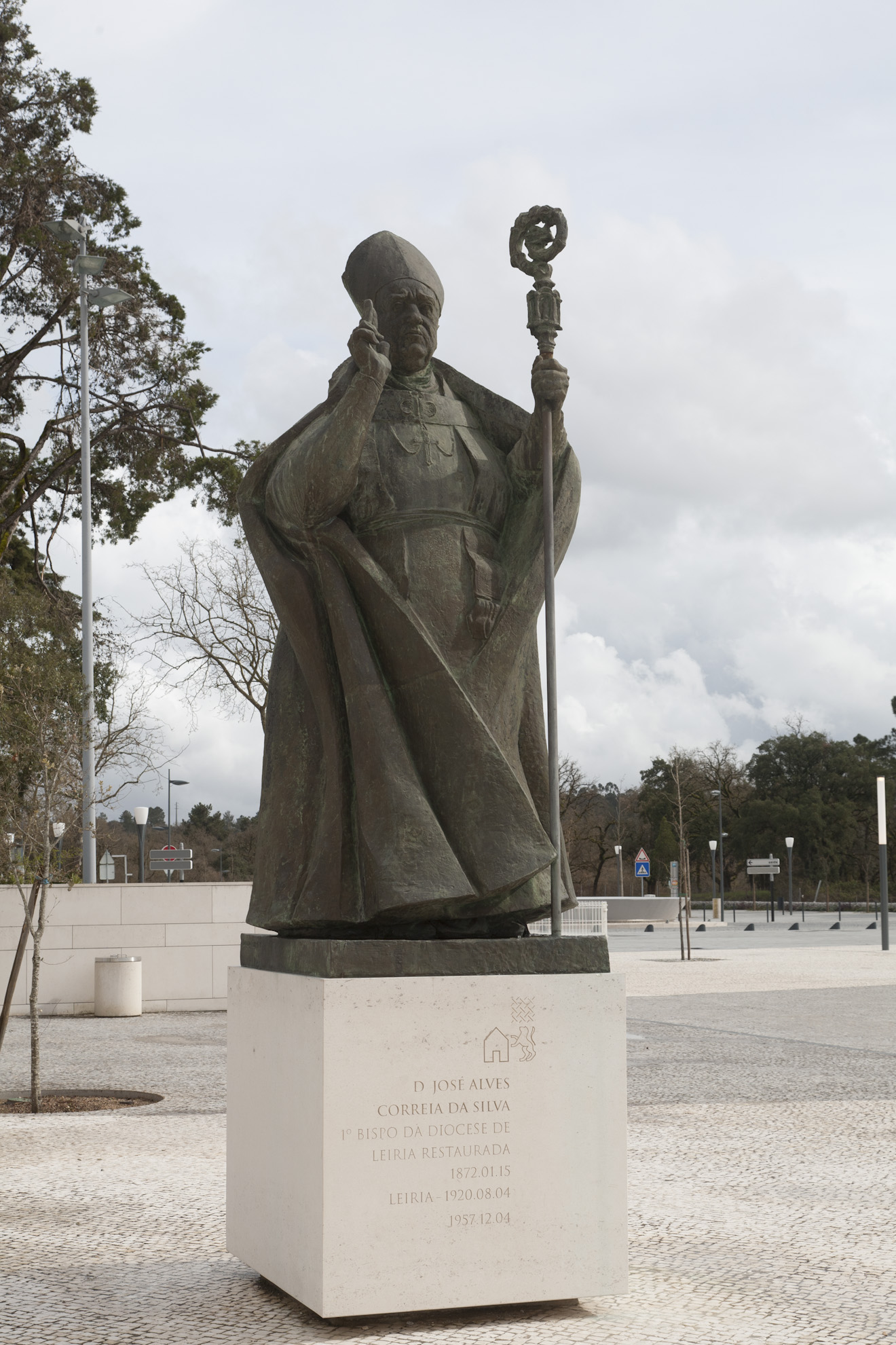
D. José Alves Correia da Silva, 1º Bispo da Diocese de Leiria Restaurada, 1972
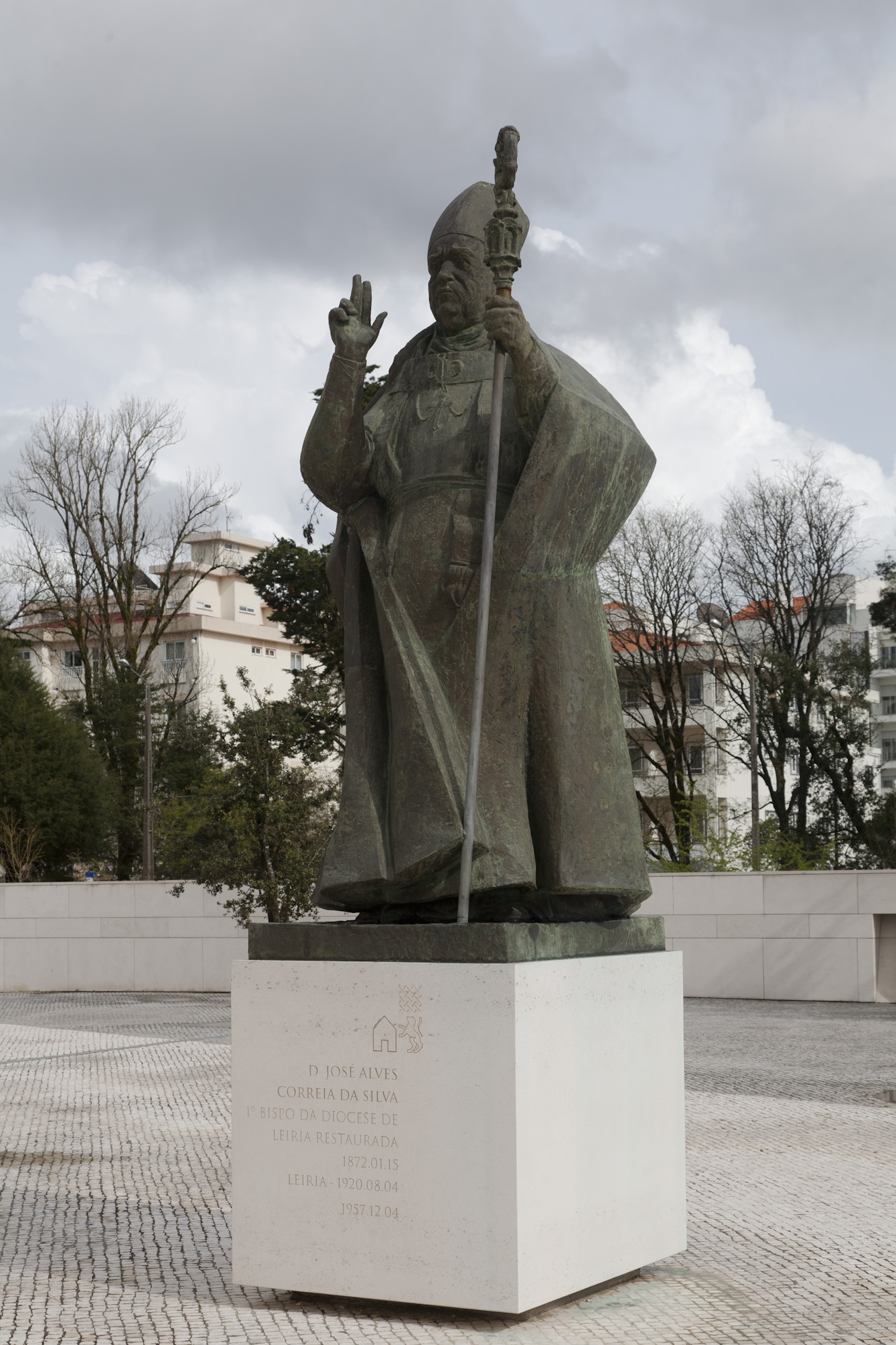
D. José Alves Correia da Silva, 1º Bispo da Diocese de Leiria Restaurada, 1972
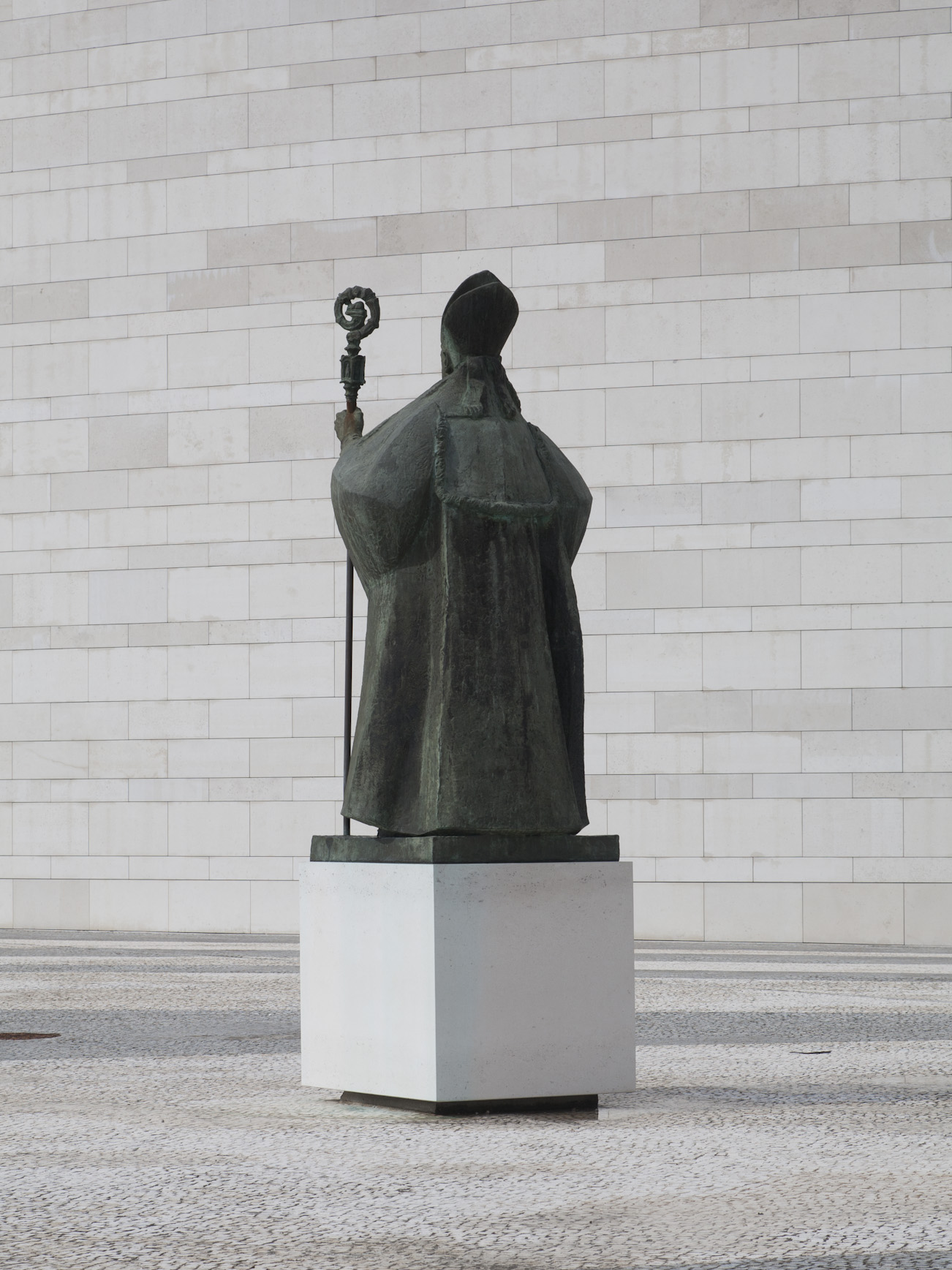
D. José Alves Correia da Silva, 1º Bispo da Diocese de Leiria Restaurada, 1972